# إيسبونيولا
بلدية ليسبونْيُولا (بالكاتالانية: l'Espunyola) هي إحدى بلديات مقاطعة برشلونة، والتي تقع في منطقة كاتالونيا، شرق إسبانيا.
يبلغ عدد سكانها 260 نسمة وفقاً لإحصائية سنة (2007).